# Il était une fois l’indépendance
Il était une fois l’indépendance es una película del año 2009.

## Sinopsis
Nama y Siré se casan a principios de los sesenta. Nama es un marabuto muy piadoso que decide alejarse del mundo con su esposa para dedicarse plenamente a Dios y vivir como ermitaños. Para recompensarle, Dios le manda un ángel. Nama debe pedir tres deseos… Una película basada en un cuento tradicional maliense.

## Premios
- Festival Internacional de Cine de Ouidah (Benín) 2009.
- Festival de cortos francófonos de Vaulx-en-Velin (Francia) 2010.